# Mozart-simfonia nr. 39
Simfonia nr. 39 în Mi bemol major (KV 543) este o compoziție a lui Wolfgang Amadeus Mozart care face parte din grupul ultimelor trei simfonii compuse în vara anului 1788.
Este formată din patru părți, ca majoritea simfoniilor clasice, tipar stabilit de Joseph Haydn. 
Prima parte este rapidă, precedată de un ritm sincopat, iar partea a patra este tot rapidă, ca un perpetuum mobile, din care răzbate chiar umorul. Partea a doua, din care nu lipesc unele accente dramatice, este lentă, iar partea a treia este obișnuitul menuet.
Simfonia constituie o capodoperă, ca și celalte două simfonii, prin suflul nou pe care îl aduce.
Această simfonie poate fi supranumită „Eroica” lui Mozart.